# Quido Havlasa
Quido Havlasa (2. května 1839, Strunkovice nad Blanicí – 14. ledna 1909, Heřmanův Městec) byl český hudební skladatel, pedagog, sbormistr a varhaník.

## Život
Pocházel z devíti dětí místního lékaře Filipa Havlasy. Základy hudebního vzdělání získal na farní škole v obci. Studoval na gymnáziu v Písku a na učitelském ústavu a varhanické škole v Praze. Jeho spolužákem byl také Antonín Dvořák. Poté učil ve Vodňanech, v Březnici a v letech 1862–1865 v Jindřichově Hradci. Od roku 1865 byl ředitelem kůru a kapelníkem v Novém Bydžově.
V roce 1870 odešel do Srbska. Byl pedagogem a sbormistrem ve Vršaci v Banátu a v letech 1874–1876 v Senji v Chorvatsku. Zde se i oženil.
Roku 1876 se vrátil do Čech. Stal se ředitelem kůru v Heřmanově Městci a zde setrval až do své smrti v roce 1909. Řídil pěvecký spolek Vlastislav, divadelní soubor Heřman a byl organizátorem kulturního života v kraji.
Mimo rozsáhlé skladatelské činnosti vynikl jako pěvecký pedagog. Napsal několik pěveckých škol, v nichž propagoval nápěvkovou intonační metodu.

## Dílo
Pro sbory, které řídil, zkomponoval velké množství skladeb. Jen v době svého působení v Heřmanově Městci napsal na 68 mužských sborů na slova místního rodáka, básníka Rudolfa Pokorného.

### Klavír
- Polské rapsodie
- 17 instruktivních skladeb
- Dva uherské tance

### Varhany
- Slovanské melodie (4 svazky)
- Fantasie pro varhany

### Chrámové skladby
- 2 církevní zpěvy
- Improperia

### Učebnice zpěvu
- Výběr zpěváku nevyhnutelných hudebních vědomostí mimo některá cvičení ve zpěvu (Jindřichův Hradec, 1963)
- Stručná cvičení ve zpěvu pro soprán a alt (1871)
- Škola pěvecká pro tenor a bas